# Vézelin-sur-Loire
Vézelin-sur-Loire é uma comuna francesa na região administrativa da Auvérnia-Ródano-Alpes, no departamento do Loire. Estende-se por uma área de 39.36 km². Em 2010 a comuna tinha 805 habitantes (densidade: 20,5 hab./km²).
Foi criada em 1 de janeiro de 2019, a partir da fusão das antigas comunas de Saint-Paul-de-Vézelin (sede da comuna), Amions e Dancé.